# Lista de países socialistas

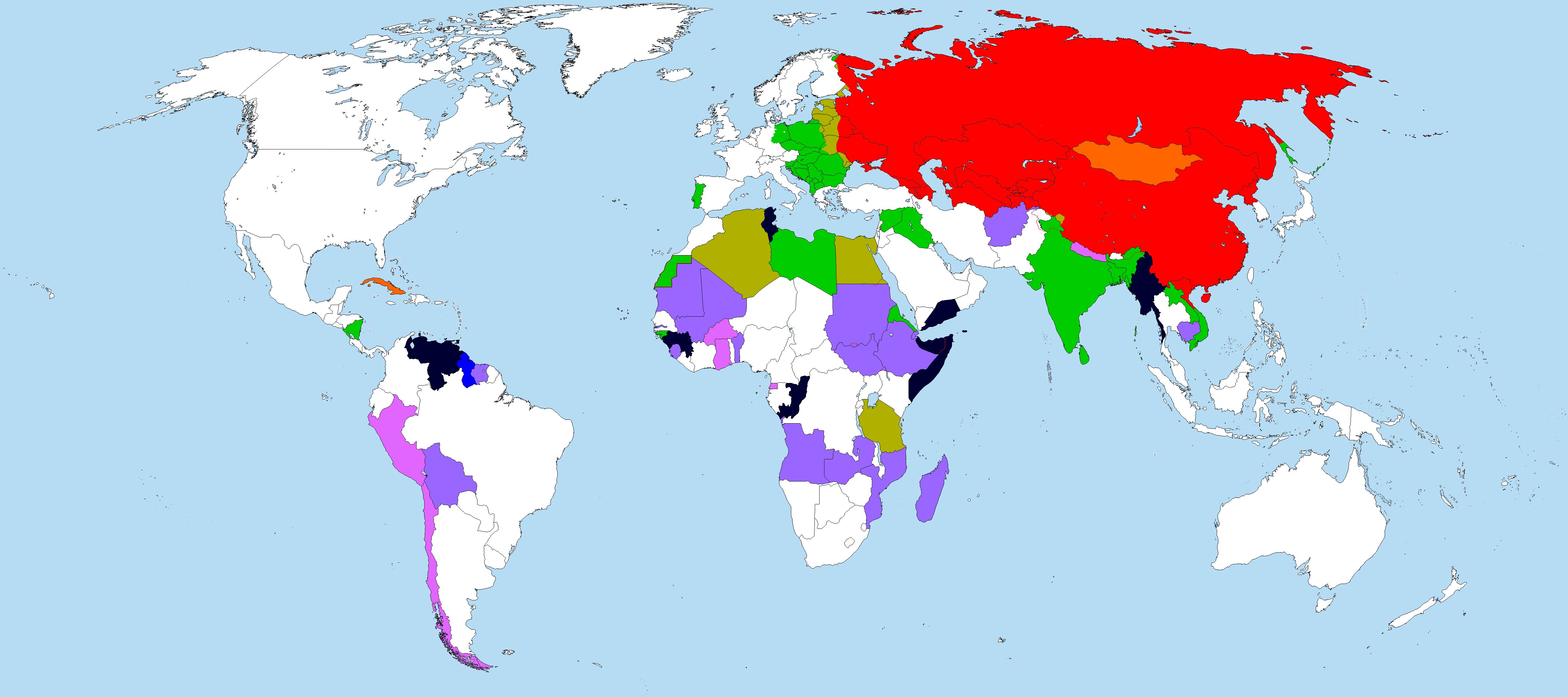
Mapa de todos os países que se autodeclararam Estados socialistas sob qualquer definição, classificados por cor segundo o período de tempo em que território em questão se declarou socialista:
Há mais de 60 anos
50 - 60 anos
40 - 50 anos
30 - 40 anos
20 - 30 anos
10 - 20 anos
Há menos de 10 anos

Esta é uma lista de países que se autodeclararam socialistas, quer nos seus nomes, ou nas suas Constituições. Nenhum critério é utilizado; assim, alguns ou todos os países listados podem não atender à definição específica de socialismo. A sua única característica comum é usar o rótulo "socialista" para si mesmos, sob qualquer interpretação. Há poucas, se for o caso, definições de socialismo que caberiam a todos os países da lista. No entanto, muitas definições de socialismo ajustam-se, pelo menos, a estes países em alguns pontos de suas histórias.
Há muitos países que foram governados por partidos políticos socialistas por longos períodos de tempo sem qualquer adoção do socialismo como uma ideologia oficial nos seus nomes ou Constituições. Esses países não são listados aqui. Entretanto, é necessário que se veja o artigo Internacional Socialista, caso queira ter uma lista de países atualizada que são atualmente regidos por partidos membros da IS (a maior organização de partidos políticos socialistas dos dias atuais).
Por outro lado, há alguns países que mantêm referências constitucionais ao socialismo sem ser atualmente regidos por um partido político socialista. Estes países estão incluídos na lista.

## Marxistas-leninistas
Estes países foram conhecidos como "Estados comunistas", pois os seus líderes partidários geralmente usaram o nome "Partido Comunista do [país]". No entanto, os próprios países referiam-se como repúblicas socialistas, não comunistas, nas suas próprias Constituições. Eles eram definidos por uma forma de governo na qual o Estado governa sob um sistema unipartidário e declara fidelidade à ideologia marxista-leninista. De acordo com o marxismo-leninismo, as constituições desses países afirmavam que todo o poder pertencia à classe trabalhadora, que uma ditadura do proletariado foi implementada dentro de suas fronteiras, e que eles estão construindo o socialismo, com o objetivo de alcançar o comunismo algum dia.

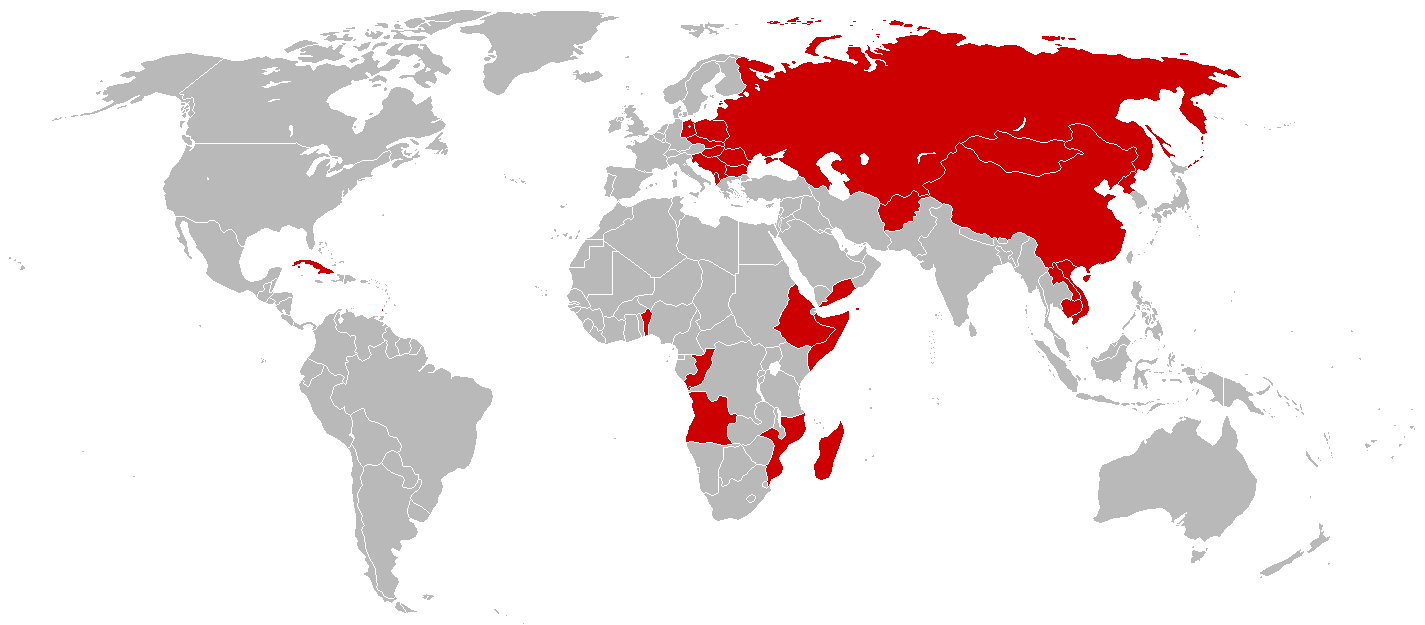
Este é um mapa dos países que se declararam socialistas sob a corrente marxista-leninista (conhecidos no Ocidente como "Estados comunistas") em algum momento de suas histórias. O mapa apresenta as fronteiras atuais. Nem todos os países apresentados foram marxistas-leninistas ao mesmo tempo.

- República Democrática do Afeganistão (27 de abril de 1978 - 28 de abril de 1992)[4]
- República Popular Socialista da Albânia (Republika Popullore Socialiste e Shqipërisë/Republika Popullore e Shqipërisë) (1 de janeiro de 1946 - 22 de março de 1992)[carece de fontes?]
- Alemanha Oriental - República Democrática Alemã (Deutsche Demokratische Republik) (7 de outubro de 1949 – 3 de outubro de 1990)[carece de fontes?]
- República Popular de Angola (11 de novembro de 1975 - 27 de agosto de 1992)[carece de fontes?]
- República Popular do Benim (République Populaire du Bénin) (30 de novembro de 1975 - 1 de março de 1990)[5]
- República Popular da Bulgária (Narodna Republika Balgariya) (15 de setembro de 1946 - 7 de dezembro de 1990)[carece de fontes?]
- República Soviética da China (Zhōnghuá Sūwéi'āi Gònghéguó) (7 de novembro de 1931 - 10 de outubro de 1934)
- República Popular do Congo (République Populaire du Congo) (3 de janeiro de 1970 - 15 de março de 1992)[6]
- Derg (12 de setembro de 1974 - 10 de setembro de 1987)[carece de fontes?]
- República Democrática Popular da Etiópia (10 de setembro de 1987 - 27 de maio de 1991)[7]
- República Democrática da Finlândia (Suomen Kansanvaltainen Tasavalta) (1 de dezembro de 1939 - 12 de março de 1940)[8]
- Governo Revolucionário Popular de Granada (13 de março de 1979 – 25 de outubro de  1983
- Comitê Político de Libertação Nacional (Grécia) (24 de dezembro de 1947 – 28 de agosto de 1949)[carece de fontes?]
- República Popular da Hungria (Magyar Népköztársaság) (20 de agosto de 1949 – 23 de outubro de 1989)[carece de fontes?]
- Iêmen do Sul - República Democrática Popular do Iémen (Jumhūrīyah al-Yaman ad-Dīmuqrāṭīyah ash-Sha'bīyah) (30 de novembro de 1967 – 22 de maio de 1990)[carece de fontes?]
- República Socialista Federal da Jugoslávia (Socijalistička Federativna Republika Jugoslavija, Социјалистичка Федеративна Република гославија, Socialistična federativna republika Jugoslavija) (29 de novembro de 1943 – 8 de outubro de 1991)[carece de fontes?]
- Kampuchea Democrática (4 de abril de 1976 – 7 de janeiro de 1979)[carece de fontes?]
- República Popular do Kampuchea (7 de janeiro de 1979 – 23 de outubro de 1991)[carece de fontes?]
- República Popular de Moçambique (25 de junho de 1975 – 1 de dezembro de 1990)[9]
- República Popular da Mongólia (24 de novembro de 1924 – 12 de fevereiro de 1992)[carece de fontes?]
- República da Nicarágua, de 1979 a 1984. Nas eleições de 1984 formou-se um governo híbrido.[carece de fontes?]
- República Popular da Polónia (Polska Rzeczpospolita Ludowa) (28 de junho de 1945 – 19 de julho de 1989)[carece de fontes?]
- República Socialista da Roménia (Republica Socialistă Romînă) (30 de dezembro de 1947 – 21 de dezembro de 1989)[carece de fontes?]
- República Democrática da Somália (Jamhuuriyadda Dimoqraadiga Soomaaliya) (1 de julho de 1969 – 26 de janeiro de 1991)[carece de fontes?]
- Checoslováquia - República Socialista da Checoslováquia (Československá socialistická republika) (11 de julho de 1960 - 29 de março de 1990)[carece de fontes?]
- República Popular de Tuva (Tuva Arat Respublik) (14 de agosto de 1921 – 11 de outubro de 1944)[10]
- União Soviética - União das Repúblicas Socialistas Soviéticas (Soyuz Sovetskikh Sotsialisticheskikh Respublik) (30 de dezembro de 1922 – 26 de dezembro de 1991)[carece de fontes?]
- Vietname do Norte - República Democrática do Vietname (Việt Nam Dân chủ Cộng hòa) (2 de setembro de 1945 – 2 de julho de 1976)[carece de fontes?]

## Não marxistas-leninistas
Estes são os países cujas constituições fazem referência ao socialismo, mas não seguem a ideologia marxista-leninista. Por isso, representam uma vasta gama de distintas interpretações do termo "socialismo". Países como o Egito e a Líbia, por exemplo, adotaram diferentes versões do "socialismo árabe" como ideologia nalgum momento das suas histórias. Por outro lado, a Tanzânia adotou o "socialismo africano" como doutrina oficial.

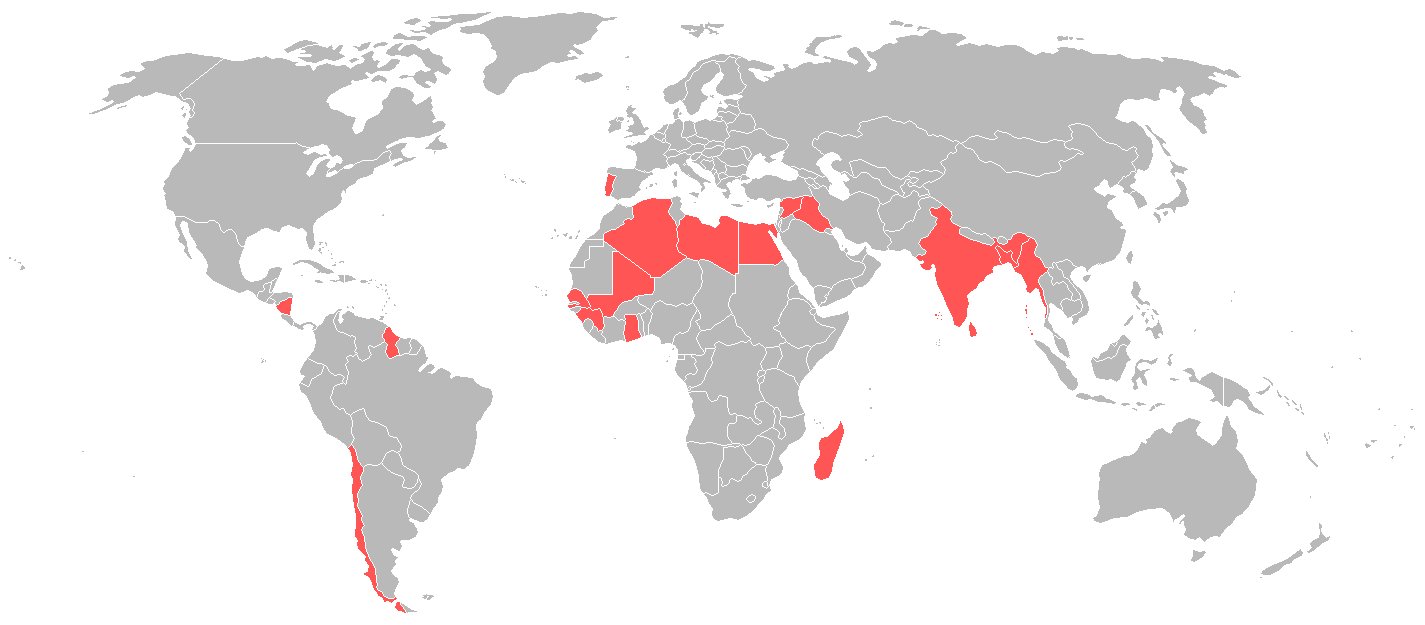
Mapa mostrando os países cujas constituições já possuíram referências ao socialismo (sob uma definição não Marxista-Leninista) em algum momento de suas histórias.

### Estados com referências constitucionais
- Bangladesh - República Popular de Bangladesh (desde 16 de  dezembro de 1971) (Gônoprojatontri Bangladesh) (ver Constituição de Bangladesh)[carece de fontes?]
- Índia - República da Índia (desde 2 de novembro de 1976) (ver Constituição da Índia)[carece de fontes?]
- Portugal - República Portuguesa (desde 25 de abril de 1974) (ver Constituição portuguesa)[carece de fontes?]
- Sri Lanka – República Democrática Socialista do Sri Lanka (desde 7 de setembro de 1978) (ver Constituição do Sri Lanka)[carece de fontes?]
- Tanzânia – República Unida da Tanzânia (desde 26 de abril de 1964) (ver Constituição de Tanzânia)[carece de fontes?]

### Estados outrora integrantes do grupo
- República Democrática Popular da Argélia (Al-Jumhūrīyah al-Jazā’irīyah ad-Dīmuqrāṭīyah ash-Sha’bīyah) (15 de setembro de 1963 - 23 de fevereiro de 1989)[carece de fontes?]
- Burkina Faso[carece de fontes?]
- República de Cabo Verde (República De Cabo-Verde) (1975 - 1992)[11]
- República Socialista do Chile (República Socialista de Chile) (4 de junho - 13 de setembro de 1932)[carece de fontes?]
- República Árabe do Egito (Gumhūriyyet Maṣr el-ʿArabiyyah) (18 de junho de 1953 - 26 de março de 2007)[carece de fontes?]
- República de Gana (Republic of Ghana)[carece de fontes?]
- República Revolucionária Popular da Guiné (République populaire révolutionnaire de la Guinée) (1958 - 1984)[carece de fontes?]
- Guiné-Bissau (República De Guiné-Bissau) (1974 - 1989)[11]
- República do Iraque (Al-Jumhūrīyah al-ʿĪrāqiyah) (14 de julho de 1958 - 16 de julho de 1979)[carece de fontes?]
- Grande República Socialista Árabe Popular da Líbia (Al-Jamāhīriyyah al-ʿArabiyyah al-Lībiyyah aš-Šaʿbiyyah al-Ištirākiyyah al-ʿUẓmā) (1 de setembro de 1969 - 23 de outubro de 2011)[carece de fontes?]
- República Democrática de Madagascar (Repoblika Demokratika Malagasy) (21 de dezembro de 1975 - 19 de agosto de 1992)[12]
- República do Mali (République du Mali) (6 de dezembro de 1968 - 12 de janeiro de 1992)[carece de fontes?]
- República da Nicarágua (República de Nicaragua)[carece de fontes?]
- República Democrática de São Tomé e Príncipe (República Democrática de São Tomé e Príncipe) (1975 - 1990)[13]
- República do Senegal (République du Sénégal)[carece de fontes?]
- República das Seychelles (Repiblik Sesel) (1977 - 1991)[14]
- República Democrática do Sudão (Jumhūriyyat as-Sūdān ad-Dīmuqrāṭīyah) (1969 - 1985)[carece de fontes?]
- República do Suriname (Republic Suriname)[carece de fontes?]
- República Tunisina (Al-Jumhūriyyah at-Tūnisiyyah)[carece de fontes?]
- República de Uganda[carece de fontes?]

### Estados extintos
- República Árabe Unida (Al-Jumhūrīyah al-‘Arabīyah al-Muttaḥidah), atuais Síria e Egito.[carece de fontes?]
- República Popular de Zanzibar (Jamhuri ya Watu wa Zanzibar), hoje parte da Tanzânia.[carece de fontes?]
- Maquis de Fizi (Jamhuri ya Maquis ya Fizi), hoje parte da República Democrática do Congo.[15]

## Iniciativas efêmeras
Estas são entidades políticas de curta vida que surgiram durante guerras ou revoluções (a maioria no rescaldo da I Guerra Mundial) e que se declararam socialistas seguindo alguma interpretação do termo. Entretanto, não conseguiram sobreviver o suficiente para criar um governo estável ou alcançar reconhecimento internacional.
- Comuna de Paris (18 de Março de 1871 - 28 de Maio de 1871)
- República da Gúria (Maio de 1902 - 10 de Janeiro de 1906)
- República Popular da Ucrânia (1917 - 1921)
- República Popular da Crimeia (1917 - 1918)
- República Soviética de Naissaar (dezembro de 1917 – 26 de fevereiro de 1918)
- República Popular Bielorrussa (1918 - 1919)
- República Popular da Ucrânia Ocidental (1918 - 1919)
- República Socialista dos Trabalhadores da Finlândia (Suomen sosialistinen työväentasavalta, Finlands socialistiska arbetarrepublik) (28 de janeiro – 29 de abril de 1918)
- República Socialista Soviética de Donetsk-Krivoi Rog (Донецко-Криворожская советская республика) (12 de fevereiro – maio de 1918)
- República Federativa Socialista do Turquestão (30 de abril de 1918 – 27 de outubro de 1924)
- República Soviética Alsaciana (9-22 de novembro de 1918)
- República Socialista Alemã (Räterepublik) (9 de novembro de 1918 - 1919)
- Comuna dos Trabalhadores da Estônia (Eesti Töörahva Kommuun/Эстляндская Трудовая Коммуна) (29 de novembro de 1918 – 5 de junho de 1919)
- República Socialista Soviética Lituano-Bielorrussa (Lietuvos-Baltarusijos Tarybinė Socialistinė Respublika) (27 de fevereiro – 25 de agosto de 1919)
- República Soviética de Mughan (março – junho de 1919)
- República Soviética da Hungria (Magyar Tanácsköztársaság) (21 de março – 6 de agosto de 1919)
- República Soviética da Baviera (Bayerische Räterepublik) (6 de abril - 3 de maio de 1919)
- Soviete de Limerick (15-27 de abril de 1919)
- República Socialista Soviética da Bessarábia (Бессарабская Советская Социалистическая Республика) (maio - setembro de 1919)
- República Socialista Eslovaca (Slovenská Republika Rád) (16 de junho – 7 de julho de 1919)
- República do Extremo Oriente (Dalnevostochnaya Respublika) (6 de abril de 1920 – 15 de novembro de 1922)
- República Soviética Popular de Khorezm (26 de abril de 1920 – 20 de outubro de 1923)
- República Socialista Soviética da Galícia (Ucrânia) (8 de julho – 21 de setembro de 1920)
- República Socialista Soviética da Pérsia (9 de junho de 1920 – setembro de 1921)
- República Soviética Popular de Bukhara (Бухарская Народная Советская Республика, Bukharskaya Narodnaya Sovetskaya Respublika) (8 de outubro de 1920 – 17 de fevereiro de 1925)
- Soviete de Hunan (1927)
- República Soviética da China (Zhōnghuá Sūwéi'āi Gònghéguó) (7 de novembro de 1931 – outubro de 1934)
- República Socialista do Chile (República Socialista de Chile) (4 de junho – 13 de setembro de 1932)
- República Socialista Asturiana (de facto) (5-18 de outubro de 1934)
- Governo Popular do Azerbaijão (Azərbaycan Demokratik Firqəsi, Азербайджанское народное правительство) (novembro de 1945 - dezembro de 1946)
- República de Mahabad (Komarî Mehabad) (22 de janeiro – 15 de dezembro de 1946)
- Governo Revolucionário Provisório da República do Vietnã do Sul (Chính phủ Cách mạng lâm thời Cộng hoà miền Nam Việt Nam) (30 de abril de 1975 – 2 de junho de 1976)
- República Democrática do Iêmen (21 de maio – 7 de julho de 1994)